# پینارلی (شاوشات)
پینارلی (به ترکی استانبولی: Pınarlı) یک منطقهٔ مسکونی در ترکیه است که در شاوشات واقع شده‌است. پینارلی ۶۹۴ نفر جمعیت دارد.